# Mils Muliaina
Mils Muliaina (ur. 31 lipca 1980 w Salelesi) – nowozelandzki rugbysta samoańskiego pochodzenia, uniwersalny zawodnik formacji ataku, reprezentant kraju w wersji siedmio- i piętnastoosobowej. Zdobywca Pucharów Świata w obu odmianach tego sportu, złoty medalista igrzysk Wspólnoty Narodów, trzykrotny juniorski mistrz świata, sześciokrotny zwycięzca Pucharu Trzech Narodów i dwukrotny IRB Sevens World Series oraz triumfator Super 12 z Blues.

## Młodość
We wczesnym dzieciństwie Milsa jego rodzina w poszukiwaniu pracy przeniosła się z Samoa do Invercargill w Nowej Zelandii. Już w wieku czterech lat zaczął grać w rugby, w odmianę rugby league. Uczęszczał do Tweedsmuir Intermediate i Southland Boys' High School, skąd w 1998 roku w ostatnim roku nauki przeniósł się otrzymawszy stypendium sportowe do Kelston Boys' High School w Auckland. Dobre występy w reprezentacji szkoły zakończyły się jej zwycięstwem w mistrzostwach kraju i pierwszych World Schools Rugby Championship, a także zaowocowały powołaniem do reprezentacji New Zealand Schools. Dyrektorem tej szkoły wówczas był późniejszy selekcjoner reprezentacji Walii i All Blacks – Graham Henry. To dzięki niemu Muliaina nie powrócił do Invercargill, by grać w drużynie Southland, lecz został wytypowany do Auckland Rugby Academy.

## Kariera klubowa
W latach 1999–2005 czterdzieści dwa razy wystąpił w drużynie Auckland w krajowych rozgrywkach National Provincial Championship. Zespół ten w tym czasie czterokrotnie zwyciężył w tych rozgrywkach, zaś Muliaina wystąpił w dwóch z tych finałów – w edycjach 2002 i 2005. Na poziomie klubowym związany był wówczas z Auckland Suburbs RFC. W 2001 roku został wybrany do zespołu Blues występującego w Super 12. Zadebiutował meczem z Highlanders, a w kolejnych dwóch zanotował dające wygrane przyłożenia, dobrą passę przerwała jednak złamana ręka. Uważany był wówczas za zawodnika mogącego grać tak samo dobrze na obu skrzydłach, środku ataku czy jako obrońca. W klubie tym grał do roku 2005 zwyciężając w rozgrywkach w edycji 2003 po zwycięstwie w finale nad Crusaders.
W 2006 roku przeniósł się do Chiefs i zarazem został częścią składu grającego w NPC zespołu Waikato. Był kapitanem Chiefs w latach 2009–2011, już w roku 2008 okazjonalnie pełniąc tę rolę, i w pierwszym z nich poprowadził drużynę do jedynego w historii klubu finału Super 14, gdzie doznała dotkliwej porażki z południowoafrykańskimi Bulls. Dobry sezon przyniósł mu wyróżnienie dla najlepszego nowozelandzkiego gracza tych rozgrywek. Z uwagi na reprezentacyjne obowiązki w barwach Waikato zagrał jedynie siedem razy, w tym w zwycięskim finale edycji 2006. Złamany w kwietniu 2010 roku kciuk i trudna rehabilitacja przerywana innymi urazami spowodowała, że ominął większość sezonu Super 14 i poważnie rozważał zakończenie kariery. Do gry powrócił występem dla lokalnego klubu Te Rapa, z którym związany był podczas kontraktu w Waikato.
Na początku czerwca 2011 roku Muliaina ogłosił podpisanie dwuletniego kontraktu z japońskim klubem NTT Docomo. W pierwszym sezonie w tej drużynie wystąpił w dziewięciu meczach zdobywając trzy przyłożenia. Już pod koniec 2012 roku ponownie zainteresowały się nim zespoły Super Rugby, również sam zawodnik nie wykluczył powrotu do Nowej Zelandii po zakończeniu kontraktu. W połowie października 2013 roku podpisał kontrakt z Chiefs, a do zespołu miał dołączyć w lutym 2014, by walczyć o miejsce środkowego ataku. Z uwagi na kontuzje innych graczy szybko pojawił się w wyjściowej piętnastce. Uraz łokcia, początkowo nie wymagający interwencji chirurgicznej, zakończył się jednak operacją eliminującą go z większej części sezonu. W maju 2014 roku zawodnik ogłosił przejście do irlandzkiego zespołu Connacht, zostając pierwszym reprezentantem Nowej Zelandii w historii tej prowincji.

## Kariera reprezentacyjna
Karierę reprezentacyjną rozpoczął od zespołu U-18, w którym występował wraz z Aaronem Maugerem i Jerrym Collinsem. W kolejnych latach z nowozelandzkimi drużynami juniorskimi odnosił duże sukcesy – w 1999 został mistrzem świata juniorów z kadrą U-19 oraz dwukrotnie powtórzył to osiągnięcie z reprezentacją U-21 w latach 2000 i 2001.
Z reprezentacją rugby siedmioosobowego brał udział w dwóch zakończonych triumfem kampaniach IRB Sevens World Series w sezonach 1999/2000 i 2000/2001. W 2001 roku zdobył Puchar Świata w argentyńskim Mar del Plata, a rok później uczestniczył w Igrzyskach Wspólnoty Narodów 2002 zdobywając złoty medal.
W roku 2000 odbył tournée po Europie wraz z nowozelandzką reprezentacją A. Do pierwszej reprezentacji został powołany w 2003 roku i zadebiutował wchodząc z ławki rezerwowych w przegranym spotkaniu z Anglią 14 czerwca. Stał się jednym z filarów tej reprezentacji – od swojego debiutu wystąpił w 34 z rzędu meczach All Blacks, co stanowi dwunasty wynik w historii nowozelandzkiego rugby. Po wygranym przez Nową Zelandię Pucharze Trzech Narodów został powołany na Puchar Świata w Rugby 2003 i został wraz z Dougiem Howlettem współzwycięzcą w klasyfikacji dla zawodnika z największą liczbą przyłożeń (po 7), a jego drużyna zdobyła brązowy medal.
W latach 2005–2007 reprezentacja Nowej Zelandii z Muliainą w składzie zdominowała rugby na południowej półkuli, wygrywając wszystkie trzy edycje Pucharu Trzech Narodów, a dodatkowo w roku 2005 pokonując w trzech meczach British and Irish Lions oraz zdobywając pierwszy od 1978 roku, a drugi w historii All Blacks, Wielki Szlem po zwycięstwach nad czterema reprezentacjami z Wysp Brytyjskich.
Wysoka i stabilna forma sprawiła, że zawodnik dostał powołanie na rozgrywany we Francji Puchar Świata w Rugby 2007. Nieudana, zakończona porażką z gospodarzami w ćwierćfinale, kampania All Blacks zmotywowała pragnącego walczyć o Puchar Webba Ellisa Muliainę do przedłużenia kontraktu z NZRU na kolejne lata. Odrzucił tym samym lukratywne oferty z zagranicy, m.in. z RC Toulonnais. Kontynuował zatem z powodzeniem występy w nowozelandzkich barwach, święcąc wraz z drużyną w następnym roku triumf w Pucharze Trzech Narodów oraz drugi w karierze Wielki Szlem okraszając go dwoma przyłożeniami w meczu z Anglią.
W czerwcu 2009 roku poprowadził reprezentację Nowej Zelandii w trzech testmeczach, w zastępstwie kontuzjowanego Richiego McCaw, zostając trzecim w historii kapitanem All Blacks pochodzącym z Samoa, wcześniej uczynili to Tana Umaga i Rodney So'oialo. Po wyleczeniu serii kontuzji rok 2010 okazał się pasmem sukcesów zawodnika – wygrana w Pucharze Trzech Narodów, gdzie wraz z Jamesem O’Connorem zdobyli najwięcej przyłożeń w tych rozgrywkach, po raz trzeci zdobyty Wielki Szlem oraz nominacja do nagrody dla najlepszego zawodnika roku na świecie. Dodatkowo, wraz z Richiem McCaw, wyrównali w meczu ze Szkocją wynoszący 92 spotkania rekord Seana Fitzpatricka, a tydzień później w meczu z Irlandią ustanowili nowy rekord w liczbie występów w nowozelandzkiej reprezentacji.
Powołany na już trzeci Puchar Świata Muliaina swój setny mecz w barwach All Blacks rozegrał w wygranym ćwierćfinale PŚ 2011 przeciwko Argentynie, zostając drugim w historii po Richiem McCaw nowozelandzkim rugbystą, który osiągnął tę barierę. W meczu tym doznał kontuzji ramienia, która wyeliminowała go z dalszej gry w tym turnieju, a dzień później ogłosił zakończenie reprezentacyjnej kariery. All Blacks zaś ostatecznie zwyciężyli w turnieju. Ogółem podczas kariery reprezentacyjnej wystąpił w stu testmeczach zdobywając z przyłożeń wszystkie 170 punktów, a dodatkowo wziął udział w dwóch meczach All Blacks przeciwko Barbarian F.C. w 2004 roku oraz Munster Rugby w 2008 roku. Dla Barbarians zagrał natomiast w dwóch spotkaniach na przełomie maja i czerwca 2012 roku.

## Varia
- Mils Muliaina z żoną Hayley mają urodzonego w 2008 roku syna, Maxa[77].
- Ma dwóch braci – zarówno starszy Faolua, jak i młodszy Alesana, grali w drużynie Southland[9].
- W lipcu 2009 roku ukazała się autobiografia zawodnika napisana we współpracy z Lynn McConnell[78].
- 9 czerwca 2012 roku wystąpił w drużynie Asia Pacific Barbarians przeciwko angielskiemu klubowi Saracens w charytatywnym meczu w Hongkongu[79][80]. Z APB występował także w meczach rugby dziesięcioosobowego[81].